# Klášter (ort i Tjeckien, Plzeň)
Klášter är en ort i Tjeckien.   Den ligger i regionen Plzeň, i den västra delen av landet, 90 km sydväst om huvudstaden Prag. Klášter ligger 431 meter över havet och antalet invånare är 157.
Terrängen runt Klášter är kuperad österut, men västerut är den platt. Klášter ligger nere i en dal. Runt Klášter är det ganska glesbefolkat, med 27 invånare per kvadratkilometer. Närmaste större samhälle är Nepomuk, 1,8 km söder om Klášter. Omgivningarna runt Klášter är en mosaik av jordbruksmark och naturlig växtlighet.